# Seleção Zimbabuana de Hóquei sobre a grama feminino
A Seleção Zimbabuana de Hóquei Sobre a Grama Feminino é a equipe nacional que representa Zimbabwe em competições internacionais de hóquei sobre a grama. A seleção é gerenciada pela Hockey Association of Zimbabwe.
A equipe foi a primeira campeã da modalidade nos Jogos Olímpicos de Verão de 1980 em Moscou, após vencer três dos cinco jogos da competição. Após essa conquista, chegou a dominar três títulos da Copa Africana de Hóquei das Nações.